# São Francisco do Oeste
São Francisco do Oeste este un oraș în Rio Grande do Norte (RN), Brazilia.